# 長屋村
長屋村（ながやむら）はかつて岐阜県本巣郡に存在した村である。現在の本巣市長屋などに該当する。

## 歴史
- 1889年（明治22年）7月1日 - 町村制により、長屋村発足。
- 1897年（明治30年）4月1日 - 有里村・石神村・数屋村・上高屋村・随原村・見延村と合併し、一色村が発足。同日長屋村廃止。

## 神社・仏閣
- 長屋神社